# Етно село „Врхпоље”
Етно село „Врхпоље” се налази у истоименом насељу, на територији општине Љубовија, на самој обали реке Дрине, непосредно уз пут Љубовија—Бајина Башта.

## Идеја о оснивању
Иако је село почело настајати 2005. године, сама идеја о настанку је још из 2000. године. Тада је власник обилазећи села на обронцима околних планина видео већи број вајата-магаза и других пратећих објеката који су били саставни део домаћинстава 19. и почетком 20. века. Те грађевине народног неимарства су под зубом времена пропадали због гашења домаћинстава и одласка становништва из тих насеља.
Отварању села је претходило чишћење парцеле која је одабрана за формирање, а која је била зарасла, пошто није обрађивана више од педесет година. Уједно је започела потрага за вајатима по Азбуковици, куповина и пресељај на данашње место. Уз минималне адаптације, због потреба смештаја туриста (уградња купатила, електричне инсталације, изолације), вајати који су стари преко сто година, добили су нову, савремену намену.

## Етно село данас
Етно село данас располаже смештајним капацитетом од дванаест дрвених вајата са педесетак кревета и рестораном „Хајдучки рај” у етно стилу, са терасом изнад Дрине.
У непосредној близини етно села постоје остаци највероватније Виле рустике из времена Римљана, по налазима који се спорадично појављују на површини земље. Остаци нису археолошки истражени и нису под заштитом, тако да им прети девластирање и нестајање.